# Vasile Zgardan
Vasile Zgardan (n. 2 iulie 1948, Redi-Cereșnovăț, raionul Soroca) este un inginer mecanic și om politic din Republica Moldova, fost deputat în primul Parlament al Republicii Moldova în anii 1990-1994, fost ministru al transporturilor și telecomunicațiilor (5 decembrie 2002 - 19 aprilie 2005) și fost candidat la postul de primar orașului Chișinău.
Vasile Zgardan este unul din cei 278 de delegați ai primului parlament al fostei R.S.S. Moldovenească (devenită apoi Republica Moldova), care au votat în unanimitate Declarația de Independență a Republicii Moldova, la 27 august 1991.

## Biografie
Vasile Zgardan s-a născut la 2 iulie 1948, în satul Redi-Cereșnovăț din raionul Soroca, RSS Moldovenească. A absolvit Institutul Politehnic din Chișinău în 1982, cu specialitatea inginer-mecanic. A activat în calitatea de mecanic în cadrul Direcției de construcție a drumurilor (1969–1970). Ulterior, a lucrat în cadrul Comitetul raional al comsomolului din Florești (1971–1976). A fost șef al Direcției locativ-comunale nr.18 din Chișinău (1976–1983); șef al Biroului inventariere tehnică din Chișinău (1983–1987); director general al Combinatului “Protex” din Chișinău (1987–1998). 
În perioada 1998–2002 a fost viceministru al Transporturilor și Comunicațiilor, iar în decembrie 2002, a fost numit în funcția de ministru al Transporturilor și Comunicațiilor.

## Slogane electorale folosite de Vasile Zgardan
Printre cele mai cunoscute slogane electorale folosite de Vasile Zgardan în campania sa electorală pentru postul de primar al orașului Chișinău se numără și cele de mai jos.
- Să ne înălțăm orașul!"
- Votează planul de patru ani al lui Vasile Zgardan!"
- La 25 mai 2003 votează puterea ta!
- Votează interesele tale! [3]

## Distincții și decorații
- Ordinul Republicii (2012)[4]
- Medalia „Meritul Civic” (1996)[5]

## Vedeți și
- Guvernul Vasile Tarlev (1)
- Guvernul Vasile Tarlev (2)
- Guvernul Zinaida Greceanîi